# Émile Arnaud (Jurist)
Émile Arnaud (* 1864; † 1921) war ein französischer Anwalt, Notar, Pazifist und Schriftsteller, der 1901 mit seiner Arbeit Code de la Paix den Begriff Pazifismus ursprünglich prägte.
Émile Arnaud war Präsident der 1867 gegründeten Ligue Internationale de la Paix et de la Liberté (Internationale Liga für Frieden und Freiheit) und schlug 1901 vor, die verschiedenen Strömungen und gedanklichen Positionen der Friedensbewegung allgemein unter dem Begriff Pazifismus zusammenzufassen und deren Anhänger folglich als Pazifisten zu bezeichnen.
Arnaud wollte sich mit seiner Schrift bewusst von karitativ, moralisierenden, religiösen oder politischen / politologischen Klausulierungen distanzieren. Mit seiner Theorie des Pazifismus setzte er ausdrücklich einen Kontrapunkt zu den Anfang des 20. Jahrhunderts vorherrschenden Tendenzen Anarchismus, Liberalismus oder Sozialismus.
In der Reflexion folgt Arnauds Theorie einer emotionalen, aber unpolitischen Leitlinie. Der Konsens soll die gegenseitige, völkerverbindende Verständigung sein, mit dem zutiefst humanistischen Ziel zur Suche nach einer argumentativen, friedlichen, gewaltfreien und nichtkriegerischen Konfliktlösung. Arnaud bezog sich somit auf damalige Gruppen zur Schaffung eines Völkerrechts, die sich seit etwa 1815 in vielen europäischen Staaten gebildet hatten.

## Publikationen
- L'Organisation de la paix. Berne: Bureau international de la paix, 1899.
- "Code de la Paix", in: L'Indépendance belge, 1901.
- Le Pacifisme et ses détracteurs. Paris: Aux bureaux de la Grande Revue, 1906.